# زیردریایی کی-۱۹
زیردریایی کی-۱۹ (به انگلیسی: Soviet submarine K-19) یک زیردریایی بود که طول آن ۱۱۴ متر (۳۷۴ فوت ۰ اینچ) بود. این زیردریایی در سال ۱۹۵۹ ساخته شد.
K-19 از نسل اولین زیر دریایی‌های هسته‌ای ساخت اتحاد جماهیر شوروی بود که توانایی حمل موشک‌های بالستیک با کلاهک هسته‌ای را دارا بود. K-19 با عجله فراوان و در رقابت با ایالات متحده آمریکا ساخته شد و در طی ساخت آن ده نفر کارگر و ملوان در اثر آتش‌سوزی و حوادث کاری جان خود را از دست دادند.
این زیر دریایی در اولین سفر خود در ۴ ژوئیه ۱۹۶۱ با نقص فنی و از کار افتادن سیستم خنک‌کننده راکتور هسته‌ای روبرو شد. پرسنل واحد مهندسی K-19 با فداکاری موفق به ایجاد سیستم خنک‌کننده ثانویه و جلوگیری از ذوب راکتور شدند. در طی دو سال پس از این حادثه ۲۲ نفر از پرسنل در اثر بیماری‌های ناشی از تشعشعات جان باختند. سلسله حوادثی که برای K-19 پیش آمد، الهام بخش نامگذاری آن به نام مستعار «هیروشیما» شد.

## طراحی و توسعه
پس از عملیاتی شدن زیردریایی اتمی ایالات متحده آمریکا، اتحاد جماهیر شوروی در یک رقابت جنون آمیز مترصد بود که تحت هر شرایطی زیردریایی هسته‌ای خود را با حداقل فاصله با رقیب توسعه دهد. کار طراحی و توسعه این زیر دریایی در سال ۱۹۵۷ آغاز گردید و در۱۷ اکتبر ۱۹۵۸ کار ساخت آن نیز شروع شد و در هشتم آوریل سال ۱۹۵۹ به آب اندازی و نهایتاً در سال ۱۹۶۱ با حدود ۷ سال فاصله با زیردریایی آمریکایی وارد خدمت عملیاتی شد. این زیردریایی در واقع به عنوان زیردریایی واکنش سریع اتمی توسعه یافته بود و توان حمل موشک بالستیک قاره‌پیما را داشت و اولین زیر دریایی از پروژه ۶۲۹ بود که در مجموع دو فروند زیر دریایی اتمی از این کلاس مشهور به کلاس هتل را شامل می‌شد. کا-۱۹ مسلح به موشک‌های آر-۱۳ بود که اختصاصاً جهت نصب و شلیک از زیردریایی‌های پروژه ۶۲۹ و ۶۵۸ توسط دفتر طراحی OKB-1 توسعه یافته بود. رهبران شوروی جهت رقابت با ایالات متحده اصرار داشتند هرچه سریعتر زیر دریایی وارد خدمت شود، لذا بسیاری از فن‌آوری‌های تازه توسعه یافته یا به سرقت رفته از غرب بدون اینکه روال استاندارد خود را طی کنند با عجله روی زیردریایی نصب شدند. از دید مهندسی کا-۱۹ یک جنگ‌افزار بسیار پیچیده و جدید به حساب می‌آمد که به عنوان اولین زیردریایی هسته‌ای چالشی بزرگ برای روس‌ها محسوب می‌شد، زیرا به‌دلیل عقب بودن آنها از نظر فناوری در مقایسه با غربی‌ها، تلاش کردند با استفاده دستیابی به اطلاعات نمونه مشابه غربی این ضعف‌های تکنولوژیکی خود را جبران کنند، در نتیجه طیف گسترده‌ای از فناوری‌های جدید در این زیر دریایی وجود داشت که اطلاعات زیادی دربارهٔ آنها در دسترس روس‌ها نبود و قاعدتاً باید مدتی را صرف تست عملی آنها می‌کردند که بخاطر عجله و فشار بسیار زیاد رهبران حزب کمونیست اتحاد شوروی بدون تست مناسب و زمان لازم جهت آزمایشات استانداردسازی این فناوری‌ها در زیردریایی نصب و راه‌اندازی شد، تا جایی که سازندگان نیز نگران عدم کارکرد ایمن و درست برخی قسمتهای زیر دریایی بودند. در واقع فرماندهان قصد داشتند جهت کم کردن زمان ورود بخدمت زیر دریایی در قیاس با رقیب آمریکایی ابتدا بشکل تشریفاتی و اسمی زیر دریایی را وارد خدمت کنند و پس از ثبت زمان ورود بخدمت و انجام یک سفر کوتاه تشریفاتی و تنها برای نمایش جلوی دروربین رسانه‌ها آنرا به کشتی‌سازی عودت دهند تا بخش‌هایی که تصور می‌شد به خوبی ایمن‌سازی نشده‌اند را دوباره و به اسم ارتقا بازبینی کنند.

## مراحل ساخت
کار ساخت زیر دریایی کا-۱۹ در حوضچه کشتی سازی سیورودونتسک شروع شد و تا پایان کار و عملیاتی شدن زیردریایی بیش از ۱۱ نفر کشته و نزدیک به ۳۰ نفر مجروح شدند، با شروع کار اجرایی گویا این پروژه دچار نفرینی افسانه‌ای شده بود از همان ابتدا حوادث ناگوار یکی پس از دیگری کارگران را بشکل دلخراشی به کام مرگ کشید. با گذشت مدت کمی از پروژه اولین کارگر بشکل دلخراشی زیر دستگاه پرس غول‌پیکر و سنگینی که ورق‌های فولادی بدنه زیردریایی را فرم می‌داد گیر افتاد و له شد بطوریکه جسد وی قابل شناسایی نبود این موضوع اثر روانی بسیار بدی روی کارگران گذاشت و کارگران اصرار داشتند دستکم یک روز جهت خاکسپاری همکارشان کارگاه را تعطیل کنند، ولی مسئولان رده بالای حزب کمونیست گوششان به این حرفها بدهکار نبود و طی بخشنامه‌ای که در محل کارگاه نصب شد اعلام گردید به‌دلیل اینکه زمان زیادی تا به‌آب اندازی در اختیار ندارند هیچ‌روزی حتی تعطیلات رسمی هم کار متوقف نخواهد شد و همه پرسنل و کارگران موظفند به سرکار خود حاضر شوند. کارگران که اعتقاد داشتند نحسی مرگ همکارشان آنها را دچار حوادث دیگری خواهد کرد گویا بیراه هم نمی‌گفتند زیرا در همان روز کارگر دیگری از ارتفاع زیاد به پایین سقوط کرد و به‌دلیل افتادن روی میلگردها فلزی نوک تیز میلگردهای وارد بدن وی شده و بشکل دلخراشی جان داد. در حالیکه تمامی گارگران در مرگ همکاران خود عزادار و بهت زده بودند انفجار کپسول متصل به سیستم برشکاری در اثر چرب بودن سری برش باعث ایجاد آتش‌سوزی نسبتاً بزرگی شد که کارگر اپراتور برشکاری اکسیژنی کشته و تعدادی از کارگران هم که برای کمک رسانی به افراد گرفتار در آتش و خاموش کردن حریق در محل آتش‌سوزی بودند دچار جراحات و سوختگی کرد و این روند حوادث همچنان ادامه داشت و در چند مورد حتی حادثه آنچنان گسترده بود که تا مرز نابود شدن حوضچه کشتی سازی و غرق شدن اسکلت زیردریایی هم پیش رفت ولی در نهایت تیم موفق به کنترل حوادث پیش آمده شدند. طی این حوادث ۱۱ نفر در مرحله ساخت این زیردریایی جان خود را از دست دادند و ده‌ها نفر زخمی و مصدوم شدند تا زیر دریایی کا -۱۹ عنوان مرگبارترین پروژه روس‌ها و نام مستعار (en:K-19: The Widowmaker) در بین کارگران کشتی‌سازی شناخته شود. سرانجام طی مراسمی که اغلب مدعوین از ترس اینکه شومی پروژه دامنگیرشان نشود از حضور در آن به بهانه‌ای شانه خالی کرده بودند در دوازدهم نوامبر ۱۹۶۰ زیر دریایی به آب انداخته شد و در همان روز نیز پزشک فیزیک محافظت از پرتو مأمور جهت خدمت در زیردریایی دچار حادثه گردید و به‌شکل دلخراشی زیر چرخ‌های یک کامیون جان باخت. در پایان مراسم نیز طبق سنتی در نیروی دریایی شوروی شناور نوساز باید با شکستن شیشهٔ شامپاین توسط یک خانم تعمید و به آب اندازی می‌شد ولی در مراسم به آب اندازی کا-۱۹ برای اولین بار یک مرد بطری شامپاین را به بدنه زیر دریایی کوبید پس از اجرای مراسم رخدادی نادر و به گفته دریانوردان بسیار بدیمن رقم خورد و بطری شامپاین اگرچه به بدنه زیردریایی برخورد کرد ولی سالم ماند و جالب اینکه حتی پس از برخورد به زمین هم بطری نشکست و این رخداد در فرهنگ دریانوردان بسیار شوم و نشانه بدشانسی خدمه‌ای بود که با این شناور به دریا می‌روند.

## خدمه
در نهایت فرماندهی زیردریایی به دریاسالار نیکولای ولادیمیرویچ زاتایف en:Nikolai Vladimirovich Zateyev یکی از خبره‌ترین افسران رده بالای شوروی سپرده شد، فرمانده یگان موشکی و تسلیحات کشتی هم کاپیتان واسیلی آرخیپوف معرفی شدند، کاپیتان آرخیپوف عمده شهرت خود را در جریان بحران موشکی کوبا بدست آورد، وی فرمانده یگان موشکی زیر دریایی شوروی بود که اسکورت کاروان کشتی‌های ترابری را برعهده داشت در آن زمان در لحظات آخر رویارویی یگان‌های شوروی با ناوگروه آمریکا ارتباط زیر دریایی آنها با فرماندهی نیروی دریایی قطع شد در آن ماجرا فرمانده زیر دریایی اعتقاد به حمله اتمی داشت و به آرخیپوف دستور شلیک داد ولی آرخیپوف از دستور سرپیچی کرد و اعتقادی به حمله نداشت، به این ترتیب واکنشی انجام نگرفت به این صورت دنیا از لبه یک جنگ اتمی نجات یافت. فرماندهی یگان راکتور که چند روز پیش از به آب اندازی زیردریایی توسط زاتایف برکنار شده بود به افسری جوان و بی‌تجربه که البته در رشتهٔ فیزیک هسته‌ای با نمرات بالا تحصیلاتش را به پایان رسانده بود سپرده شد و یک پزشک عمومی نیز بجای متخصص ایمنی پرتوی که در جریان حادثهٔ تصادف کشته شد مأمور خدمت در کا-۱۹ شد. در پایان به‌علت کمبود نیروهای متخصص و با تجربه زیردریایی که نیاز به ۲۸۰ نفر خدمه داشت با حدود نیمی از افراد موردنیاز عملیاتی گردید.

## تست‌های عملیاتی
- ژانویه ۱۹۶۰ زمانیکه زیردریایی در حال دریافت سوخت هسته‌ای بود بی نظمی و هرج و مرج در شیفت‌ها و سردرگمی پرسنل موجب شد برای دقایقی شیفت کنترل خالی بماند و زیردریایی تا مرز انفجاز راکتور پیش رفت. بر اثر حرارت شدید میله نگهدارنده راکتور خم شده بود و اگر دقایقی دیگر تعلل می‌شد انفجار راکتور را در پی داشت. در این حادثه دریاسالار نواخوف فرمانده اسکله از سمت خود برکنار شد و تعداد زیادی از افسران خاطی نیز از نیروی دریایی اخراج شدند.
- ۱۲ ژوئیه ۱۹۶۰ زیر دریایی آمادهٔ اولین سفر دریایی شد و برای اولین بار پرچم آن به احتزاز درآمد اولین سفر که تا ۱۷ جولای بطول انجامید بدون هیچ مشکلی به پایان رسید.
- دومین سفر زیر دریایی برای ۸ نوامبر برنامه‌ریزی شد که تا ۱۲ نوامبر طول کشید و زیر دریایی ۱۰۷۷۹ مایل معادل ۱۷۳۴۹ کیلومتر را پیمود. در این مأموریت پس از رسیدن به حداکثر سرعت، بخش اعظم روکش لاستیکی بدنه که روی زیردریایی را پوشانده بود و وظیفه آن آب‌بندی درزها و محل اتصالات بود از بدنه جدا شد. البته زیر دریایی توانست سفرش را ادامه دهد ولی باید تمامی سطح زیر دریایی از نو پوشش می‌شد. در روز سوم این سفر طبق برنامه‌ریزی تست غوطه‌وری انجام گرفت و باید زیردریایی به حداکثر عمق قابل دستیابی می‌رسید. توان عمق پیمایی زیردریایی تا بیش ۳۵۰ متر برآورد شده بود ولی زمانیکه زیر دریایی به عمق ۳۰۰ متری رسید یکباره رآکتور هسته‌ای دچار آب گرفتگی شد و فرمانده دستور داد سریعاً زیر دریایی به سطح آب برگردد. بعداً مشخص شد که در حین ساخت یک واشر هرز شده ولی کارگر مربوطه که نزدیک به پایان ساعت کاریش بوده از تعویض آن صرف‌نظر کرده و کار را به روز بعد موکول کرده‌است و در روز بعد نیز تعویض واشر را از یاد برده. پس از رفتن به عمق زیاد فشار آب سبب دررفتن همان واشر شد. در همان حین پرسنل آشپزخانه که در حال طبخ غذا بودند اقدام به دفع پساب کردند که با اینکار آب دریا با فشار زیاد و درحالیکه عمق زیاد باعث وارد شدن فشار مضاعف روی سایر اتصالات شده بود و تعدادی از آنها را از هم جدا کرده و آب از طریق بخش دفع فاضلاب با فشار وارد سیستم درین پس‌آب شد و راکتور را آب فرار گرفت. زیر دریایی جهت تعمییرات به کشتی‌سازی منتقل شد و تا دسامبر ۱۹۶۰ تحت تعمیر بود.
- در نهایت کا-۱۹ پس از رفع مشکلاتی که طی سفرهای آزمایشی قبلی ایجاد شده بود و بدون اینکه تعمیرات اساسی روی آن صورت گیرد با فشار سیاستمداران حزب کمونیست رهسپار آخرین سفر آزمایشی خود شد و پس از این سفر باید جهت تحویل سلاح هسته‌ای و مأموریت رزمی آماده می‌شد ولی گویا مشکلات این زیردریایی نفرین شده تمامی نداشت. در آن سفر هم پمپ مدار اصلی راکتور دچار خرابی شد و بر اثر آن مایع خنک‌کننده راکتور که توسط این پمپ منتقل می‌شد متوقف شد و گرمای آن بالا رفت. سنسورها و گیج‌های کنترل نیز که از کیفیت پایینی برخوردار بودند این رخداد را با تأخیر مانیتور کرده و در بخش کنترل مهندس سیستم بیکباره متوجه گرمای راکتور شد که بسرعت بالا رفت، افسر مربوطه سریعاً افسر مافوق خود را در جریان قرار داد و پس رفع موقت اشکال توسط پمپ‌های کمکی، درخواست توقف اضطراری در نزدیکترین بندر را دادند. اما چون زیردریایی دچار خطر نشت و انفجار راکتور بود و ورود آن به یک بندر باعث تهدید شهروندان می‌شد، زیردریایی در نزدیکی بندر سورودوینسک در دریای بارنتز متوقف شد و متخصصان در دریا اقدام به تعویض پمپ‌های اصلی مدار گردش سیال خنک‌کننده راکتور کردند. این عملیات با توجه به وضعیت زیردریایی و مسافت زیاد آن تا بندر هم بر مشکلات آن اضافه کرد، زیرا برای انتقال قطعات و ابزار باید با شناورها به بندر مراجعه می‌شد و پس از تأمین قطعات آنها را به زیردریایی انتقال می‌دادند. درکل با تلاش مهندسان شرکت سازنده پس از یک هفته زیر دریایی روی دریا تعمیر و آمادهٔ حرکت شد.

## شرح حادثه در نخستین مأموریت رزمی
رهبران حزب کمونیست که کاملاً تحت تأثیر ایدیولوژی خود در تلاش بودند تا خود را در هر میدانی بر آمریکایی‌ها پیروز معرفی کنند، در حالیکه زیردریایی در کل چند سفر آزمایشی خود را با اختلال و مشکلات بسیار جدی سپری کرده بود، با اصرار خواستار اعزام زیر دریایی به مأموریت رزمی شدند. این درحالی بود که در حالت عادی زیر دریایی باید دستکم پیش از ورود بخدمت آخرین سفر آزمایشی خود را بدون هیچ مشکلی طی می‌کرد تا بتواند مجوز ورود بخدمت را کسب کند. تنها نکته مثبتی که کا-۱۹ از آن بهره می‌برد گروهی از بهترین دریانوردان شوروری بودند که برای خدمت در آن انتخاب شده و همگی دارای سوابق بسیار خوبی بودند، هرچند در هر بخش تعدادی از پرسنل کم بودند و زیر دریایی با ظرفیت استاندارد در بخش خدمه وارد خدمت نمی‌شد و نیروهای حاضر باید با تلاشی مضاعف آنرا اداره می‌کردند. در سی‌ام آوریل ۱۹۶۱ تمامی نیروهای زیردریایی را فرا خواندند و زیردریایی برای تحویل جنگ‌افزار هسته‌ای حرکت نمود. در مجموع ۱۳۹ نفر خدمه شامل افسران سلاح، مهندسان راکتور، افسران بخش اژدر، پزشک، و بخش خدمات شامل آشپز و چند افسر دیگر برای تحویل سلاح درخدمت بودند. چهارم ژوئیه زیر دریایی تحت فرماندهی ناخدا یکم نیکلای ولادیمیرویچ زاتایف که یکی از بهترین افسران نیروی دریایی بود پس از تحویل گرفتن سلاح هسته‌ای رهسپار اولین سفر رزمی خود گردید. اما گویی مشکلات زیردریایی تمامی نداشت و روز بعد از حرکت بسمت اقیانوس اطلس در حوالی آب‌های سرزمینی بریتانیا در بخش مخابرات کشتی به‌علت استفاده از مقاومت ۲۰ اهمی بجای مقاومت ۶۰ اهم در بخش کلید الکترونیکی و اختلاف پتانسیل چند عدد خازن بخش رادیو منفجر و علیرغم تلاش زیاد خدمه مخابرات زیردریایی تنها قادر به استفاده از فرکانس موج کوتاه شد و ارتباط خود را با پایگاه از دست داد. این مسئله در یک شناور رزمی به معنای این است که هیچ پشتیبانی از پایگاه نمی‌تواند دریافت کند و کاملاً خود مختار خواهد بود و باید تنها روی قابلیت‌ها و توان فرمانده خود حساب کند. در این حالت فرمانده دو راه پیش پای خود دارد، ادامه مأموریت بدون کمک و پشتیبانی پایگاه یا بسرعت باید به نزدیکترین پایگاه خودی مراجعه کند تا نسبتاً به تعمیر و رفع اختلال اقدام شود. فرمانده زاتایف با توجه به قابلیت‌های نیروهای تحت فرمانش و اینکه یک زیردریایی نوساز در اختیار دارد تصمیم به ادامه مأموریت گرفت و کا-۱۹ برای ادامه مأموریت رهسپار اقیانوس اطلس شمالی شد. در حوالی سواحل گرینلند زیر دریایی در حال دریانوردی بود که در ساعت ۴:۱۵ به وقت محلی ناگهان فشار در سیستم خنک‌کننده راکتور به صفر رسید درحالی که زیردریایی بر اثر حادثهٔ پیشین توان ارتباط راه دور خود را از دست داده بود و امکان ارتباط با مسکو و درخواست کمک را نداشتند. خدمه بخش راکتور به سرعت سیستم‌های کنترل اضطراری را فعال کردند و سوئیچ‌های اسکرام راکتور روشن شد ولی سیستم اضطراری هم بخاطر استفاده در حادثهٔ پیشین در زمان تست زیردریایی دچار رسوب‌گذاری و نقص فنی شده بود و با این اوصاف همچنان دمای راکتور در حال افزایش بود، متخصصان بخش راکتور فرایند تعادلی را قطع کردند اما با این وجود واکنش هسته‌ای در قلب آن قابل کنترل نبود و دما به سرعت در حال افزایش و گذشتن از ۱۰۰۰ درجه سانتیگراد بود. این درحالی بود که درجه اخطار و آخرین حد تحمل راکتور ۸۰۰ درجه سانتیگراد بود و مشکل دیگر این بود که جریان گردش اب قطع شده و آب در اطراف هسته به بخار تبدیل و تجمع بخار در حال ایجاد فشار به هسته و بدنهٔ راکتور بود و همین مسئله اگر بسرعت کنترل نمی‌شد باعث انفجار بدنهٔ راکتور می‌شد. تنها نکته مثبت مقاومت بالای جداره راکتور بود که در حال تحمل آن فشار بیسابقه بود. بلافاصله فرمانده تمامی نیروها را احضار و شروع به بررسی راهکارهای متفاوت کردند. یکی از افسران که یک دانش آموختهٔ مهندسی تأسیسات و بسیار خلاق بود، راهکاری را پیشنهاد داد که ظاهراً تنها راه حلی بود که جنبه عملی داشت. راهکار وی ایجاد یک شبکه لوله‌کشی و اتصال آن به بخش سیال خنک کنندهٔ راکتور بود. با این کار به صورت موقت بخار اب اضافی که سبب فشار به بدنه راکتور می‌شد از راه این شبکه دستی به خارج از زیردریایی منتقل و از انفجار پوستهٔ راکتور جلوگیری می‌شد. ولی مشکل دیگر عدم تأمین لباس‌های ایمنی هسته‌ای به‌علت کمبود آن در نیروی دریایی بود که خدمه برای ورود به اتاق راکتور نیازمند آن بودند اما زمانی برای تفکر نبود و زاتایف با نادیده گرفتن این مسیله سریعاً دستور داد شبکه لوله‌کشی دستی ایجاد و یکی از لوله‌های راکتور را قطع و آنرا به شبکه لوله‌کشی دستی متصل کنند. تمامی خدمه کشتی حتی پرسنل خدماتی شامل آشپزها و نظافتچی، افسران اژدر، مخابرات و خدمه موشکهای بالستیک مانند جوشکار هرکدام بدون توجه به میزان آلودگی تنها بفکر ایجاد شبکه دستی بودند. در همان هنگام دو ناوگروه هواپیمابر ایالات متحده (یواس‌اس انترپرایز (سی‌وی‌ان-۶۵) و یواس‌اس کروال (اس‌اس-۲۹۱)) که در حوالی اقیانوس اطلس در حال برگزاری یک رزمایش بودند زمانیکه با زیر دریایی معیوب شوروی مواجه شدند پیشنهاد کمک و اعزام متخصصان آمریکایی و تأمین پمپ جایگزین پمپ معیوب را دادند ولی زاتایف که بخوبی می‌دانست درصورت پذیرش پیشنهاد کمک امریکایی‌ها تمامی اسرار و نقص‌های پیشرفته‌ترین جنگ‌افزار اتحاد جماهیر شوروی لو می‌رود و از طرف دیگر هم به مجرد رسیدن به پایگاه خود به جرم همکاری با دشمن و خیانت تیرباران خواهد شد پیشنهاد کمک آنها را که یک تیم بسیار مجهز از متخصصان هسته‌ای را به همراه داشتند رد کرد و این باعث عصبانیت برخی از افسران مخالف طرح لوله‌کشی دستی شده بود؛ لذا زاتایف از بیم شورش افسران تمامی سلاحهای سبک و مهمات موجود در زیر دریایی را به دریا انداخت و تنها ۵ قبضه سلاح کمری را نگه داشت و به ۵ نفر از افسران معتمد خود سپرد. ناوگان ایالات متحده پس از آنکه متوجه شدند زیردریایی به‌علت نقص در سیستم ارتباطی تنها قادر به برقراری تماس رادیویی موج کوتا تا فاصلهٔ یک‌صد کیلومتری است موضوع را به شوروی انتقال دادند و شوروی بسرعت یکدستگاه زیردریایی دیزل را که در نزدیکی کا-۱۹ بود برای کمک اعزام کرد. پس از مهار مشکل و کنترل راکتور توسط خدمهٔ بخش راکتور و مهندسی تأسیسات که به آنها گفته نشده بود لباس‌هایشان قادر به مهار تشعشع نیست، زیردریایی در حالی به بندر منتقل شد که تمامی پرسنل آن آلوده به مواد رادیواکتیو شده بودند و خدمه بخش راکتور و مهندسی زیردریایی و افسر فرمانده آنها که جهت برش و جوشکاری با لباس‌های ناایمن وارد اتاق راکتور شده بودند اولین قربانیان این زیردریایی بودند که ظرف چند ماه بعد همگی فوت کردند و طی دو سال بعد نیز ۱۵ نفر از خدمه بخش‌های دیگر جان خود را در اثر عوارض ناشی از تشعشعات واپاشی هسته‌ای از دست دادند تا این زیر دریایی عنوان مستعار هیروشیمای شوروی را بخود بگیرد. در نهایت فداکاری و از خودگذشتگی خدمه از یک فاجعه زیست‌محیطی که در صورت خم شدن میله‌های سوخت هسته‌ای و انفجاری دوبرابر قدرت بمب هسته‌ای بکار رفته در هیروشیما به وقوع می‌پیوست جلوگیری کرد.

## بررسی و علت‌یابی حادثه
در این مرحله بازهم فرافکنی و نبرد تبلیغاتی رهبران حزب کمونیست کاملاً مشهود بود. آنها پیش از پدیرش هر مسیولیتی اقدام به محاکمهٔ فرمانده و افسران خدمهٔ کا-۱۹ کردند و تمامی خدمه زیردریایی در مقابل حزب متعهد به رازداری و پنهانکاری شدند. تنها پس از فروپاشی اتحاد جماهیر کمونیستی شوروی زاتایف که نویسندهٔ چیره‌دست و یکی از نویسندگان نامدار روس با چندین رمان منتشر شده بود، خاطرات خود را در قالب کتابی منتشر نمود همین خاطرات تنها سند قابل استناد از آن واقعه شد که تمامی جزئیات را شرح داده‌است. از خاطرات زاتایف می‌توان دریافت در حالیکه زیردریایی در کل چند سفر آزمایشی خود دچار اختلال‌های بسیار جدی شده بود ولی سیاستمداران حزب کمونیست با اصرار خواستار اعزام زیر دریایی به مأموریت رزمی بودند، بدون توجه به اینکه در یک سیستم عادی و منطقی زیردریایی باید دستکم پیش از ورود بخدمت آخرین سفر آزمایشی خود را بدون هیچ مشکلی طی می‌کرد تا بتواند مجوز ورود بخدمت را کسب کند. از آن گذشته با وجود تبلیغات فراوان کمبودها و نواقصی که در خاطرات زاتایف برجسته گردیده نشان دهندهٔ عدم توانایی حزب کمونیست در تأمین نیازهای پیش پا افتادهٔ چنین طرح بلندپروازانه‌ای است. پس از گذشت سال‌ها و بررسی اسناد بجا مانده از دوران کمونیسم علت حادثه سهل انگاری بسیار پیش پا افتاده بخش جوشکاری تشخیص داده شد. در زیر دریایی بخشی از لوله‌ها باید دوباره جوشکاری می‌شد و در سطح پایین‌تر از نقطه جوشکاری لوله‌های آزبست کریزوتیل بخش خنک‌کننده قرار داشتند و جوشکار باید توسط پارچه‌های مرطوب آنها را پوشش می‌داد که جرقه‌های جوش روی آنها نیفتد ولی این کار را بدرستی انجام نداده بودند و بخشی از لوله‌ها خارج از پوشش مرطوب حین جوشکاری و در اثر افتادن جرقه دچار شکاف بسیار ریز شده و این شکاف آنقدر کوچک و جزیی بود که در شرایط عادی ایجاد هیچ مشکلی نکرده بود ولی وقتی فشار بخار از ۴۰۰ درجه گذشته این فشار بسیار زیاد باعث باز شدن شکاف و در نهایت از کار انداختن بخش انتقال بخار آب شده‌است.